# Урзева
Урзева (Чёрная Речка, Яры) — река в России, протекает в Рязанской области. Левый приток реки Мокша.

## География
Река берёт начало в 112 квартале Кустарёвского лесничества Сасовского лесхоза к северо-востоку от посёлка Кустарёвка. Течёт на север. Устье реки находится у села Котелино в 82 км по левому берегу реки Мокша. Длина реки составляет 25 км, площадь водосборного бассейна — 176 км².
Притоки: Сермянка, Белая, Нурзева.

## Данные водного реестра
По данным государственного водного реестра России относится к Окскому бассейновому округу, водохозяйственный участок реки — Мокша от водомерного поста города Темников и до устья, без реки Цны, речной подбассейн реки — Мокша. Речной бассейн реки — Ока.
Код объекта в государственном водном реестре — 09010200412110000028661.